# Ischnura elegans
Ischnura elegans (Vander Linden, 1820) è una damigella appartenente alla famiglia Coenagrionidae, comune in Eurasia.

## Descrizione

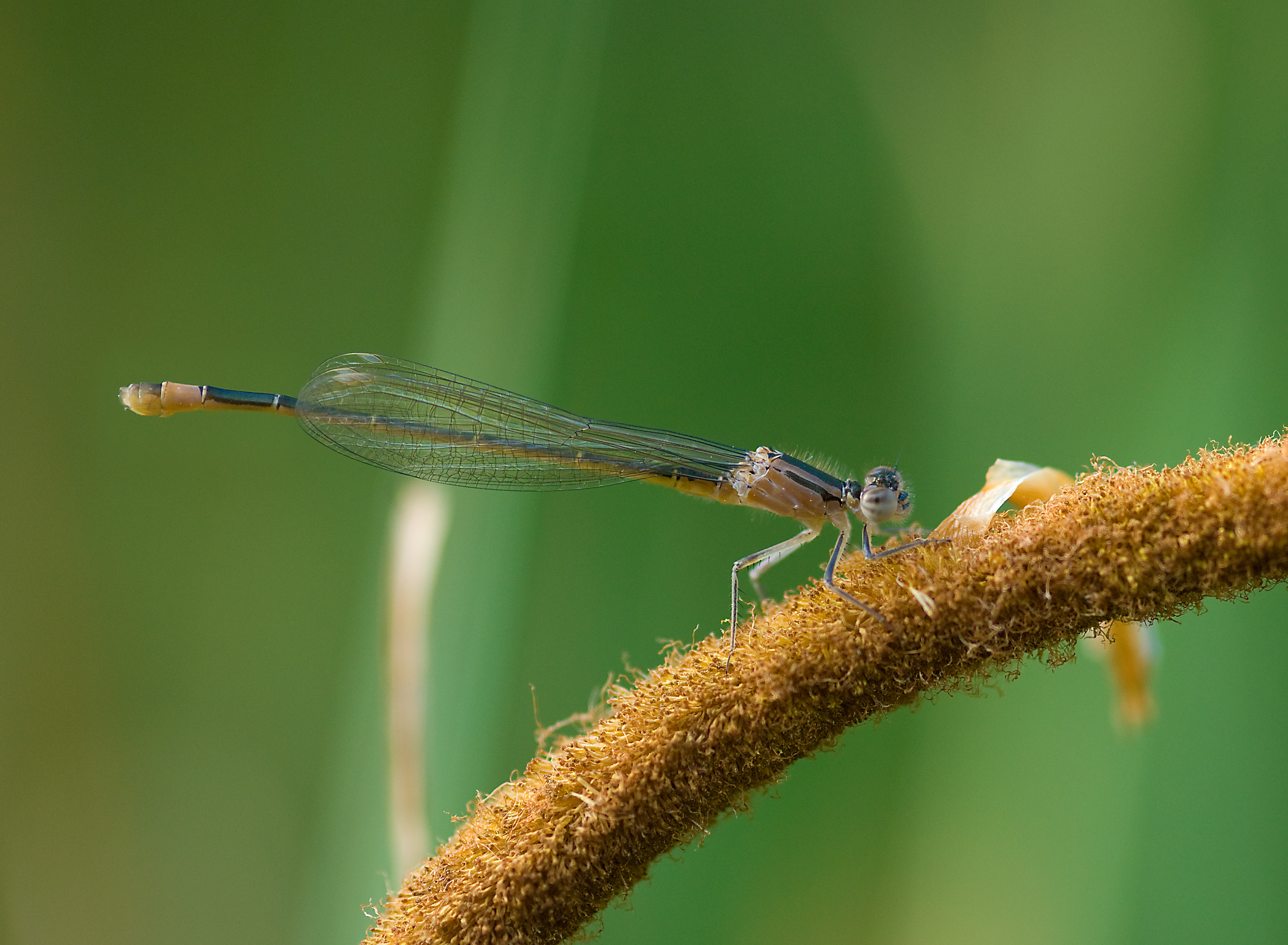
Femmina

Gli esemplari maschi presentano il capo ed il torace ornato di colore blu e nero, con il ventre colorato di nero, mentre gli esemplari femmina presentano un'ampia gamma di colorazioni, dal viola, al rosa al verde chiaro. Le tonalità di colore più chiaro sono tipiche degli esemplari giovani, mentre gli adulti presentano colorazioni più scure.

## Distribuzione e habitat
La specie ha un ampio areale che si estende dall'Europa occidentale al Giappone attraverso gran parte dell'Eurasia. È assente in Sicilia, Sardegna e Corsica ove è vicariata dalla congenere Ischnura genei.